# Raisa Kirilova
Raisa Kirilova es una deportista soviética que compitió en remo como timonel. Ganó una medalla de plata en el Campeonato Mundial de Remo de 1977, en la prueba de ocho con timonel.

## Palmarés internacional
| Campeonato Mundial | Campeonato Mundial       | Campeonato Mundial | Campeonato Mundial |
| Año                | Lugar                    | Medalla            | Prueba             |
| ------------------ | ------------------------ | ------------------ | ------------------ |
| 1977               | Ámsterdam (Países Bajos) | Medalla de plata   | Ocho con timonel   |